# Abid Hamid Mahmud
Abid Hamid Mahmud (Irak, 21 de septiembre de 1957 – ibídem, 7 de junio de 2012) fue un militar y político iraquí, secretario personal de Sadam Huseín desde 1991 hasta su derrocamiento en 2003.

## Biografía
Mahmud comenzó su carrera militar como suboficial en el Ejército iraquí. Subió de rango hasta convertirse en teniente general, teniendo un destacado papel en la guerra Irán-Irak. Era el guardaespaldas preferido de Sadam Huseín y, finalmente, este le convirtió en su secretario personal en 1991.
Era primo lejano del dictador iraquí y los analistas le consideraban como la mano derecha de este. Siempre mantuvo contacto constante con Sadam Huseín y actuaba como su guardabarrera. Saddam le confió a él y a su hijo Kusay Huseín la supervisión de la Organización de Seguridad Especial iraquí.
Fue designado "As de Diamantes" en las tarjetas de los más buscados por las Administraciones estadounidenses, siendo el cuarto de la lista, después de Sadam y sus hijos Uday y Kusay.
Fue capturado por la Coalición en Tikrit, el 16 de junio de 2003. El 29 de abril de 2008, compareció ante el Tribunal de Irak y fue juzgado junto a otros seis altos dirigentes baazistas, incluidos Tarek Aziz, Ali Hasán al Mayid, Watban Ibrahim al Hasán y Sabawi Ibrahim al Hasán.
El 26 de octubre de 2010, fue condenado a muerte por el Alto Tribunal Penal iraquí, tras ser declarado culpable de organizar una campaña contra los partidos políticos opositores en Irak durante los años 1980 y 1990, incluidas ejecuciones y detenciones ilegales. La sentencia fue llevada a cabo 7 de junio de 2012. Mahmud fue ahorcado.